# محوطه هفت چشمه جهانشاه
محوطه هفت چشمه جهانشاه مربوط به سده‌های اولیه دوران‌های تاریخی پس از اسلام است و در شهرستان گیلانغرب، بخش گواور، دهستان گواور، شمال و شرق روستای هفت چشمه جهانشاه واقع شده و این اثر در تاریخ ۲۷ اسفند ۱۳۸۶ با شمارهٔ ثبت ۲۲۳۷۹ به‌عنوان یکی از آثار ملی ایران به ثبت رسیده است.